# Deronectes hendrichi
Deronectes hendrichi är en skalbaggsart som beskrevs av Hans Fery och Hosseinie 1998. Deronectes hendrichi ingår i släktet Deronectes och familjen dykare. Inga underarter finns listade i Catalogue of Life.